# Meru (Vorsteher der Siegler)
Meru war als „Vorsteher der Siegler“ ein hoher Beamter in der Zeit der altägyptischen 11. Dynastie unter König (Pharao) Mentuhotep II. (ca. 2000 v. Chr.). Sein Grab (TT240) befindet sich in der Nekropole Deir el-Bahari nördlich von Theben.
Er ist unter anderem von zwei Felsinschriften im Wadi Shatt el-Rigala bekannt. Außerdem befindet sich in Turin die „Stele des Meru“ (Höhe 172,5 cm; Breite 70 cm; Tiefe 13 cm), die in das 46. Regierungsjahr von Mentuhotep II. datiert ist. Merus Grab in Deir el-Bahari besteht aus einem großen Vorhof, einer Grabkapelle mit einem langen Gang und dahinterliegender undekorierter Kultkapelle. Die Grabkammer ist mit Kalkstein verkleidet sowie mit Pyramidentexten und Opfertischen geschmückt. Im Boden der Grabkammer war der Sarkophag Merus eingelassen, der auf den Innenseiten wiederum reich bemalt war. Meru trug unter anderem die Titel königlicher Siegler (Ḫtm.tj-bjtj = Chetemti-biti), „einzig(artig)er Freund“ (Smḥr-w ˁ.tj = Semher-wati), „Aufseher der östlichen Berglande“ und „Vorsteher der Fremdländer“. Der letztere Titel mag andeuten, dass er bei einem der Nubienfeldzüge von Mentuhotep II. beteiligt war.

Stele des Meru, Museo Egizio, Turin